# Hemimorina cinereola
Hemimorina cinereola är en fjärilsart som beskrevs av George Duryea Hulst 1896. Hemimorina cinereola ingår i släktet Hemimorina och familjen mätare. Inga underarter finns listade i Catalogue of Life.